# Aigües fosques
Aigües fosques (títol original en anglès, Dark Waters) és una pel·lícula de thriller legal estatunidenca del 2019 dirigida per Todd Haynes i escrita per Mario Correa i Matthew Michael Carnahan. La història dramatitza el cas de Robert Bilott contra la corporació de fabricació de productes químics DuPont després de contaminar una ciutat amb productes químics no regulats. És protagonitzada per Mark Ruffalo com a Bilott, juntament amb Anne Hathaway, Tim Robbins, Bill Camp, Victor Garber, Mare Winningham, William Jackson Harper i Bill Pullman. S'ha doblat al català.
La pel·lícula està basada en l'article del 2016 de New York Times Magazine titulat "The Lawyer Who Became DuPont's Worst Nightmare" de Nathaniel Rich. La història es va explicar per primera vegada al llibre de 2007 Stain-Resistant, Nonstick, Waterproof and Lethal: The Hidden Dangers of C8 de Callie Lyons, una periodista que va cobrir la controvèrsia mentre s'estava desenvolupant. Parts de la història també van ser cobertes per Mariah Blake, que va ser finalista del National Magazine Award per l'article del 2015 "Welcome to Beautiful Parkersburg, West Virginia", i Sharon Lerner, la sèrie de la qual va aparèixer a The Intercept. Bilott també va escriure unes memòries, Exposure, on detalla la seva batalla legal de 20 anys contra DuPont.
Aigües fosques es va estrenar a una selecció limitada de cinemes el 22 de novembre de 2019 a càrrec de Focus Features i es va ampliar el 6 de desembre de 2019. La pel·lícula va rebre crítiques positives i va recaptar més de 23 milions de dòlars.